# Riheu
Riheu (Rihiu) ist ein osttimoresischer Suco im Verwaltungsamt Ermera (Gemeinde Ermera).

## Geographie
Vor der Gebietsreform 2015 hatte Riheu eine Fläche von 6,59 km². Nun sind es 5,29 km². Der Suco liegt im Nordosten des Verwaltungsamts Ermera. Westlich liegen die Sucos Poetete Vila und Talimoro, südlich der Suco Humboe und östlich der Suco Lauala. Im Norden grenzt Riheu an das Verwaltungsamt Railaco mit seinen Sucos Tocululi und Fatuquero. Entlang der Ostgrenze fließt ein Stück der Fluss Roumetalena, bevor in seinem Oberlauf Riheu durchquert und schließlich in den Gleno mündet, dem nördlichen Grenzfluss. In ihn mündet auch der westliche Grenzfluss, der Goumeca, dessen Zufluss, der Manolldodo in Riheu entspringt.
In Sasoher (Sosoher) treffen drei Überlandstraßen aus Ermera im Westen, Letefoho im Süden und Railaco im Norden aufeinander. Im Süden liegen außerdem die Dörfer Nunutali, Gomhei (Gombei) und Mangero. Im Norden liegt die Gemeindehauptstadt Gleno. In Gleno befinden sich eine Grundschule (Escola Primaria No. 202 Riheu), eine Prä-Sekundärschule und zwei Sekundärschulen, die Nino Konis Santana High School und die Escola Secundaria Gleno. Außerdem eine Polizeistation, ein Hubschrauberlandeplatz, ein kommunales Gesundheitszentrum und ein kleines Waisenhaus. In Sasoher gibt es eine zweite Grundschule.
Im Suco befinden sich die fünf Aldeias Gomhei, Hatlour, Mangero, Raebliri und Sasoher.

## Einwohner

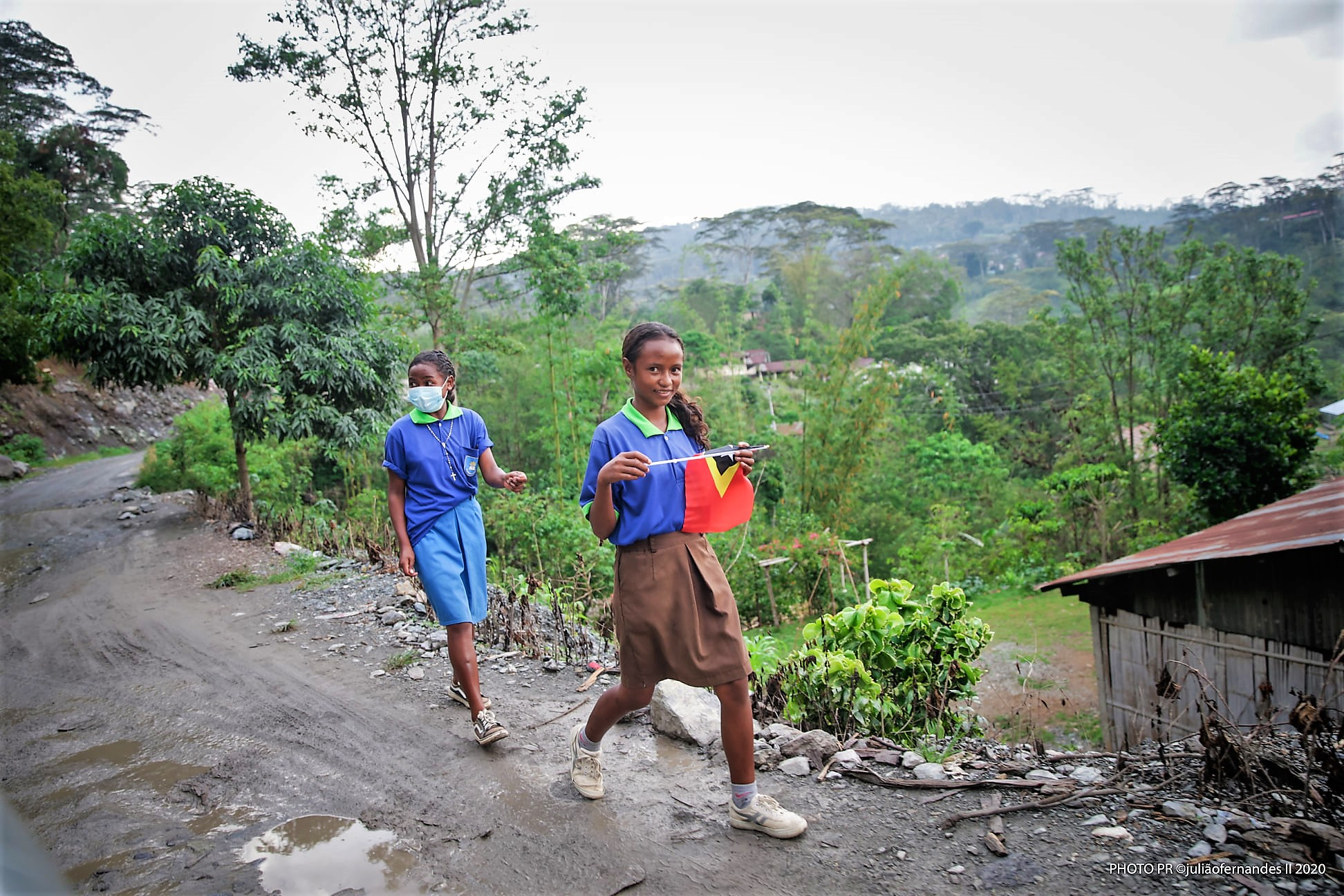
Schulmädchen in Gleno

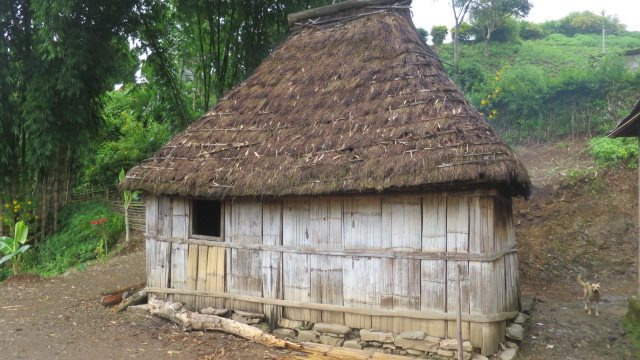
Wohnhütte in Riheu

Im Suco leben 4.057 Einwohner (2022), davon sind 2.102 Männer und 1.955 Frauen. 1.919 von ihnen wohnen in einer urbanen Umgebung, 2.138 im ländlichen Teil des Sucos. Im Suco gibt es 680 Haushalte. Fast 92 % der Einwohner geben Tetum Prasa als ihre Muttersprache an. Über 4 % sprechen Mambai, Minderheiten sprechen Kemak oder Tetum Terik.

## Geschichte
Anfang 1979 wurden etwa hundert Männer aus der bisherigen Distriktshauptstadt Ermera und dem Suco Ponilala von der indonesischen Besatzungsmacht an den Ort gebracht, wo heute die Stadt Gleno steht. Das indonesische Militär zwang die Männer, das bisher unbewohnte Gebiet zu roden und von der Vegetation zu befreien, damit hier die neue Stadt gebaut werden konnte. Erfüllten die Zwangsarbeiter ihr Tagespensum nicht, wurden sie zur Bestrafung gefoltert. Drei Männer, die zu krank zum Arbeiten waren, wurden von den Soldaten umgebracht. Da man in der Zeit keine Gärten anlegen konnte, erfolgte die Versorgung mit Nahrungsmitteln durch das Militär. Als die Arbeiten an der neuen Distriktshauptstadt Gleno 1983 beendet waren, stellte das Militär die Versorgung ein. Die Familien der Zwangsarbeiter wurde nun ebenfalls nach Gleno zwangsumgesiedelt. Weil immer noch keine Gärten zur Grundversorgung angelegt worden waren, kam es zu Todesfällen durch Verhungern. Erst ab 1985 durften sich die Bewohner Glenos frei bewegen.
In Mangero befand sich Ende 1979 ein Internierungslager für osttimoresische Zivilisten (Transit Camp), die zur besseren Bekämpfung der FALINTIL von den indonesischen Besatzern umgesiedelt werden sollten.

## Politik

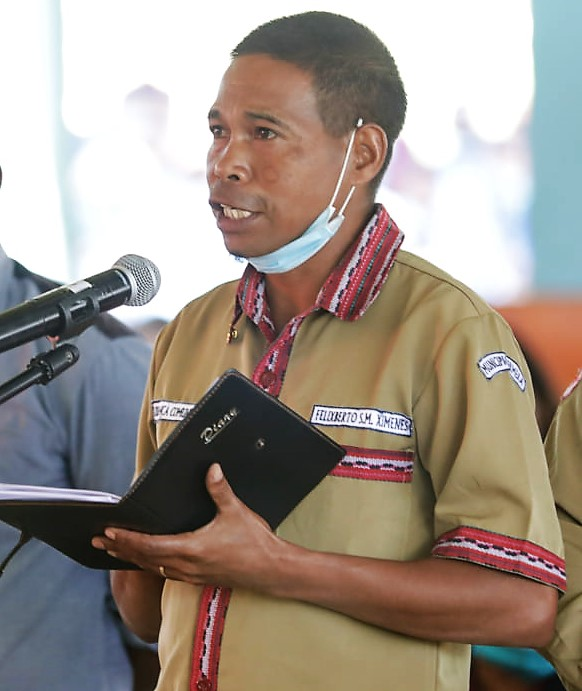
Chefe de Suco
Felisberto S. Ximenes (2020)

Bei den Wahlen von 2004/2005 wurde Ildefonso das Neves Pereira Soares zum Chefe de Suco gewählt und 2009 in seinem Amt bestätigt. Bei den Wahlen 2016 gewann Felisberto S. Ximenes.

## Wirtschaft

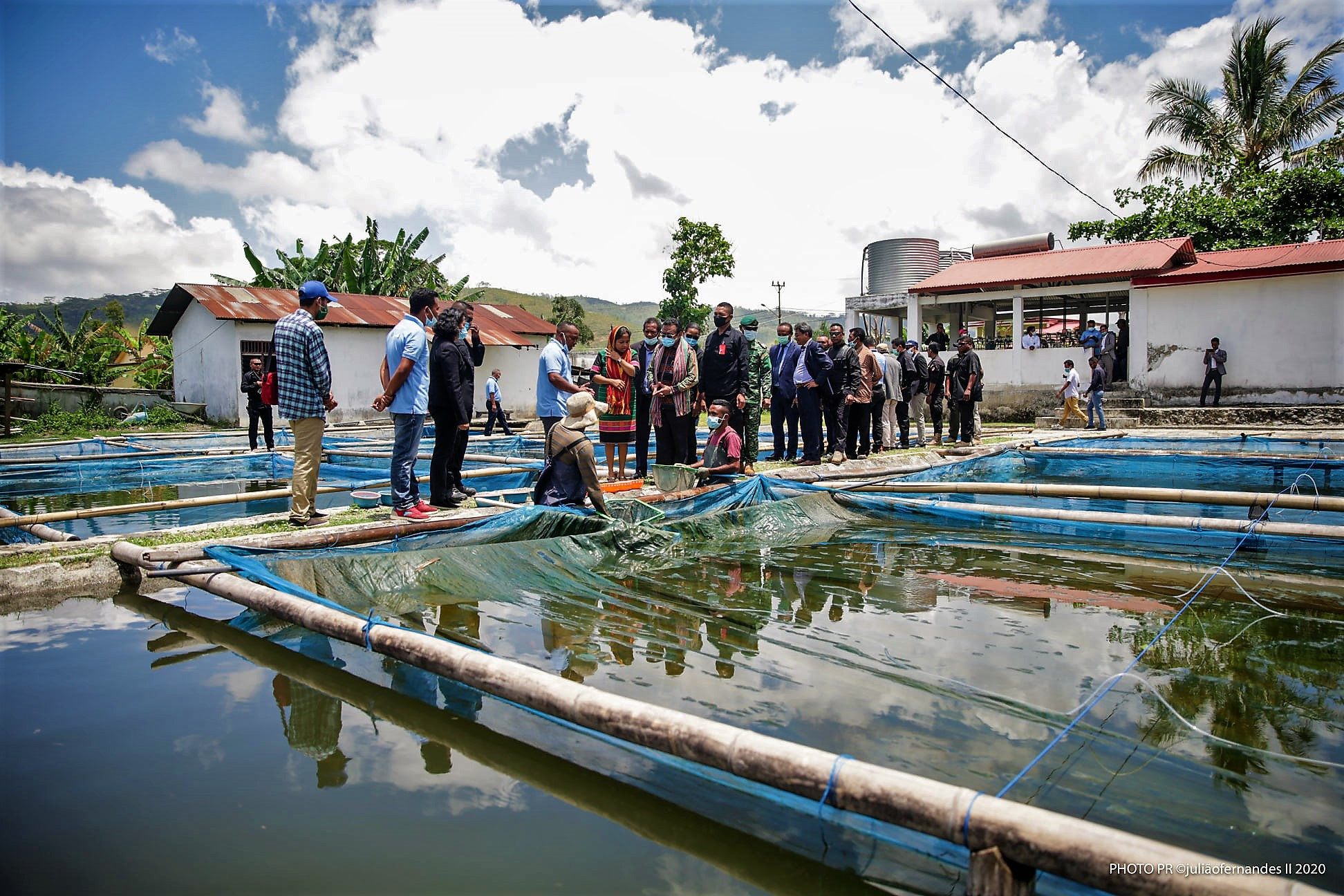
Fischzucht in Gleno (2020)

Gleno ist das Geschäftszentrum der Gemeinde. Hier befindet sich eine Fischzucht für Tilapia.